# Primera Categoría de waterpolo 1978
La temporada 1978 del campeonato de Primera Categoría fue la 13.ª edición de la máxima categoría de la Liga española de waterpolo masculino y la 47.ª edición del Campeonato de España.  Por tercer año consecutivo se proclamó campeón el CN Montjuïc.

## Sistema de competición
La competición fue organizada por la Federación Española de Natación. Como en temporadas precedentes, tomaron parte ocho equipos, integrados en un grupo único. Siguiendo un sistema de liga, los ocho equipos se enfrentaron todos contra todos en dos ocasiones, una en su piscina local y otra como visitantes.
La clasificación final se estableció con arreglo a los puntos obtenidos en cada enfrentamiento, a razón de dos por partido ganado, uno por empatado y ninguno en caso de derrota. 

### Efectos de la clasificación
El equipo que más puntos sumó al final del campeonato fue proclamado campeón de liga y obtuvo el derecho automático a participar en la siguiente edición de la Copa de Europa de waterpolo. El subcampeón obtuvo una plaza para participar en la Recopa de Europa de la próxima temporada.
Por su parte, el último clasificado descendió a Segunda Categoría y el penúltimo disputó una promoción de permanencia. La plaza de ascenso directo y de promoción desde la Segunda Categoría se decidió en una fase ascenso disputada entre los mejores equipos de esa división.

## Clasificación
| Pos. | Equipo         | Pt | P.J. | P.G. | P.E. | P.P. | G.F. | C.C. |
| ---- | -------------- | -- | ---- | ---- | ---- | ---- | ---- | ---- |
| 1    | CN Montjuïc    | 22 | 14   | 11   | 0    | 3    | 115  | 73   |
| 2    | CN Manresa     | 21 | 14   | 10   | 1    | 3    | 114  | 75   |
| 3    | CN Barcelona   | 20 | 14   | 10   | 0    | 4    | 138  | 75   |
| 4    | CN Barceloneta | 18 | 14   | 7    | 4    | 3    | 105  | 80   |
| 5    | CN Helios      | 14 | 14   | 6    | 2    | 6    | 110  | 124  |
| 6    | CN Cataluña    | 11 | 14   | 5    | 1    | 8    | 77   | 94   |
| 7    | CN Tarrasa     | 4  | 14   | 2    | 0    | 12   | 76   | 119  |
| 8    | Canoe NC       | 2  | 14   | 1    | 0    | 13   | 73   | 168  |

Fuente: «El Mundo Deportivo»
|  | Campeón de liga y clasificado para la Copa de Europa 1978-79      |
|  | Clasificado para la Recopa de Europa 1978-79                      |
|  | Clasificado para la promoción de permanencia en Primera Categoría |
|  | Desciende a Segunda Categoría                                     |

## Ascenso y promoción
Los mejores clasificados de Segunda Categoría disputaron un torneo final de ascenso, en formato de liga, entre el 2 y el 4 de junio de 1978 en Sabadell. El primer clasificado, el CN Sabadell, obtuvo el ascenso directo a Primera Categoría. El subcampeón de la fase de ascenso, el CN San Andrés, se clasificó para disputar una promoción, en la que venció al CN Terrasa a doble partido.

### Clasificación del torneo de ascenso
| Pos. | Equipo           | Pt | P.J. | P.G. | P.E. | P.P. |
| ---- | ---------------- | -- | ---- | ---- | ---- | ---- |
| 1    | CN Sabadell      | 9  | 5    | 4    | 1    | 0    |
| 2    | CN San Andrés    | 9  | 5    | 4    | 1    | 0    |
| 3    | CD Mediterráneo  | 6  | 5    | 3    | 0    | 2    |
| 4    | CN Mataró        | 4  | 5    | 2    | 0    | 3    |
| 5    | CN Martorell     | 2  | 5    | 1    | 0    | 4    |
| 4    | Club Landachueta | 0  | 5    | 0    | 0    | 5    |

|  | Asciende a Primera Categoría                                 |
|  | Clasificado para la promoción de ascenso a Primera Categoría |

## Plantilla del campeón
Jugadores del CN Montjuic durante la temporada 1978:
| - Salvador Franch - Joan Sans - Pere Robert - Jorge Alonso - Enric Bertrán | - Jaume Fité - Josep Gasch - Jaume Puig - Florentino Villa - Gabriel Villarrubia | - Juan López - Carlos Martínez - Josep Sans - José Antonio Esteve |